# DB Class 111
A Baureihe 111 é uma classe de locomotivas elétricas, construída para a Deutsche Bundesbahn, e hoje adquirida pela Deutsche Bahn AG.